# Antonius Kettrup
Antonius A.F. Kettrup (* 26. März 1938 in Arnsberg) ist ein deutscher Chemiker und Hochschullehrer. Kettrup hat zahlreiche Veröffentlichungen auf verschiedenen Gebieten der analytischen Chemie und der Umweltchemie vorgelegt.

## Leben
Kettrup studierte Chemie an der Universität Göttingen, wo er 1963 sein Diplom erlangte. Im Jahr 1966 promovierte er an der Universität München mit der Arbeit „Untersuchungen zur Systematik anorganischer Extraktionsverfahren“ 1971 habilitierte er sich für anorganische und analytische Chemie und wurde zum Privatdozenten ernannt. 1971 folgte er anschließend einem Ruf der Universität Paderborn, wo er bis 1990 als Professor für angewandte Chemie wirkte. Danach ging er an das Institut für Chemische Ökologie des damaligen „GSF Forschungszentrums für Umwelt und Gesundheit“ (heute Helmholtz-Zentrum München) in Neuherberg bei München. Parallel wurde er als Nachfolger von Friedhelm Korte als Professor für Ökologische Chemie an die TU München berufen. In den Jahren 2004 und 2006 wurde er in diesen Positionen emeritiert.
Kettrup hatte zahlreiche akademische Ämter inne und erhielt diverse Ehrungen auch von chinesischen Universitäten.
Kettrup ist in der Kategorie „Ökologie und Umweltforschung“ in der Datenbank Thomson Reuters Highly Cited Research als „hochzitiert“ eingestuft.
Er engagiert sich ehrenamtlich im Arnsberger Heimatbund. Dort war er Vorsitzender und ist nun Ehrenvorsitzender.

## Akademische Ehrungen
Kettrup erhielt zahlreiche Ehrungen von chinesischen Universitäten, so wurde er etwa 1994 „Honorary Research Professor“ am Institut für Hydrobiologie der Chinesischen Akademie der Wissenschaften in Wuhan und 1995 Honorary Professor des Institut für angewandte Ökologie in der chinesischen Akademie der Wissenschaften.

## Festschrift
- 1999 Special Issue J. Thermal Analysis

## Mitgliedschaften in Akademien und Auszeichnungen
- 2000 Mitglied der Nordrhein-Westfälischen Akademie der Wissenschaften und der Künste
- Ehrendoktorat der Universität Iași / Rumänien
- Ehrensenator der Technischen Universität Budapest / Ungarn
- Nikolaus Kopernikus Medaille der Universität Toruń
- Medal for Dalian Xinghai Science Award, Dalian / VR China
- 2011 Ehrenlorbeer der Societas Humboldtiana Polonorum, Gdańsk / Polen